# Thatcher (Utah)
Pour les articles homonymes, voir Thatcher (homonymie).
Thatcher est une census-designated place située dans le comté de Box Elder, dans l’Utah, aux États-Unis. Sa population s’élevait à 789 habitants lors du recensement de 2010.

## Histoire
Thatcher a été nommée en hommage à Moses Thatcher (en), apôtre de l’Église mormone.

## Source
- (en) Cet article est partiellement ou en totalité issu de l’article de Wikipédia en anglais intitulé « Thatcher, Utah » (voir la liste des auteurs).